# Bayonet Point
Bayonet Point és una concentració de població designada pel cens dels Estats Units a l'estat de Florida. Segons el cens del 2000 tenia 23.577 habitants.

## Demografia
Segons el cens del 2000, Bayonet Point tenia 23.577 habitants, 11.314 habitatges, i 6.878 famílies. La densitat de població era de 1.625,6 habitants per km².
Dels 11.314 habitatges en un 15,8% hi vivien nens de menys de 18 anys, en un 49,6% hi vivien parelles casades, en un 8% dones solteres, i en un 39,2% no eren unitats familiars. En el 34,4% dels habitatges hi vivien persones soles el 25,6% de les quals corresponia a persones de 65 anys o més que vivien soles. El nombre mitjà de persones vivint en cada habitatge era de 2,03 i el nombre mitjà de persones que vivien en cada família era de 2,55.
Per edats la població es repartia de la següent manera: un 14,9% tenia menys de 18 anys, un 4,7% entre 18 i 24, un 18% entre 25 i 44, un 18,6% de 45 a 60 i un 43,8% 65 anys o més.
L'edat mediana era de 59 anys. Per cada 100 dones de 18 o més anys hi havia 79,1 homes.
La renda mediana per habitatge era de 28.920 $ i la renda mediana per família de 34.958 $. Els homes tenien una renda mediana de 27.210 $ mentre que les dones 21.727 $. La renda per capita de la població era de 16.904 $. Entorn del 8,1% de les famílies i l'11,6% de la població estaven per davall del llindar de pobresa.

## Poblacions més properes
El següent diagrama mostra les poblacions més properes.